# Drepanostachyum suberecta
Drepanostachyum suberecta är en gräsart som först beskrevs av William Munro, och fick sitt nu gällande namn av Radha Binod Majumdar. Drepanostachyum suberecta ingår i släktet Drepanostachyum och familjen gräs. Inga underarter finns listade i Catalogue of Life.